# Niphanda niphonica
Niphanda niphonica är en fjärilsart som beskrevs av Matsumura 1929. Niphanda niphonica ingår i släktet Niphanda och familjen juvelvingar. Inga underarter finns listade i Catalogue of Life.